# Merléac
Merléac är en kommun i departementet Côtes-d'Armor i regionen Bretagne i nordvästra Frankrike. Kommunen ligger i kantonen Uzel som tillhör arrondissementet Saint-Brieuc. År 2022 hade Merléac 463 invånare.

## Befolkningsutveckling
Antalet invånare i kommunen Merléac
Referens:INSEE